# Hässleby kyrka
Hässleby kyrka är en kyrkobyggnad i Mariannelund i Linköpings stift. Den ligger 2 mil väster om Vimmerby och är församlingskyrka i Hässleby-Kråkshults församling.

## Historik
Hässleby kyrka uppfördes 1857 till 1859 och ersatte en medeltida stenkyrka på samma plats som i sin tur föregicks av en träkyrka. Nuvarande kyrka uppfördes efter ritningar av en av 1800-talets främste arkitekter Fredrik Wilhelm Scholander (1816-1881). 1861 invigdes kyrkan av prosten Johan Arvid Moberger i Södra Vi. Från början hade tornet en reslig tornspira. Efter att blixten slagit ner i tornet två gånger 1888 och 1891 byggdes tornet om till sitt nuvarande utseende. Denna gång följdes Scholanders originalritningar och tornspiran ersattes med ett enkelt sadeltak. Första stora renoveringen inleddes 1925 då altaruppsatsen i historiserande medeltidsstil ersattes av nuvarande klassiskt uppbyggda altaruppsats med kolonner. Vid nästa stora renovering 1961 restaurerades altaruppsatsen och kompletterades med fyra målningar av Waldemar Lorentzon (1899-1984), medlem av Halmstadgruppen.

## Inventarier
Bland inventarierna märks:
- Träskulptur av ek, Kristus ur ett altarskåp från 1400-talets sista fjärdedel,
- En liten så kallad sanctusklocka från den romersk-katolska tiden.
- Malmljusstakar på altaret från 1400-1500-tal.
- En kista med intarsiadekor, troligen av profant ursprung, från 1500-talets slut.
- Dopfunt av mässing, skänkt 1675.
- Predikstolen är ritad av kyrkans arkitekt Scholander och lär vara byggd på stommen från gamla kyrkans predikstol. Vid 1925 års renovering ersattes dess nyromanska karaktär med barock karaktär genom att använda bevarade delar från gamla predikstolen. Predikstolen pryds sedan dess med bevarade träskulpturer från gamla kyrkan.

## Orglar

### Läktarorgel
- 1878 bygger Sven & Erik Nordström, Eksjö, en piporgel med 14 orgelstämmor uppdelade på 2 manualer och pedal. Den har mekanisk traktur och registratur.
- 1951 bygger den danska firman Theodor Frobenius & Co, Lyngby, Danmark, om orgeln med tillvaratagande av äldre pipmaterial. Huvudfasaden är från Nordströms orgel medan ryggpositivets fasad är ny. Den nya orgeln har 30 stämmor uppdelade på 3 manualer och pedal. Vita undertangenter i manualerna. Trakturen är mekanisk, registraturen elektropneumatisk. Vidare finns registersvällare.

Nuvarande disposition:
| Huvudverk II          | Ryggpositiv I        | Svällverk III     | Pedalverk         | Gemensamt            |
| Borduna 16'           | Trägedackt 8'        | Borduna 8'        | Principal 16'     |                      |
| Principal 8'          | Kvintadena 8'        | Gamba 8'          | Subbas 16'        |                      |
| Gedackt 8'            | Principal 4' (fasad) | Traversflöjt 4'   | Oktava 8'         |                      |
| Oktava 4'             | Rörflöjt 4'          | Nasat 2 2/3'      | Nachthorn 4'      |                      |
| Kvinta 2 2/3'         | Gemshorn 2'          | Svegel 2'         | Mixtur IV ch.     |                      |
| Oktava 2'             | Siffflöjt 1'         | Ters 1 3/5'       | Basun 16'         |                      |
| Mixtur IV ch.         | Scharff IV ch.       | Cymbel III ch.    | Skalmeja 4'       |                      |
| Trumpet 8'            |                      | Krumhorn 8'       |                   |                      |
|                       |                      |                   |                   |                      |
|                       |                      | Tremulant         | Koppel            |                      |
| Koppel                |                      |                   | Huvudverk/pedal   | Rörstämmor från      |
| Ryggpositiv/huvudverk |                      | Crescendosvällare | Ryggpositiv/pedal | 2 fria kombinationer |
| Svällverk/huvudverk   |                      |                   | Svällverk/pedal   | Registersvällare     |

### Kororgel
- Byggd 1974 av Åkerman & Lund, Knivsta. Mekanisk spelregering (d.v.s. traktur och registratur) och delade manualregister (bas/diskant).

Disposition:
| Manual (Svällverk) | Pedal        |
| Bourdon 8', B/D    | Subbas 16'   |
| Vox Retusa 8', B/D |              |
| Principal 4', B/D  | Koppel       |
| Coppula 4', B/D    | Manual/pedal |
| Octavflöjt 2', B/D |              |
| Sedecima 1', B/D   |              |